# 能州電気
能州電気株式会社（のうしゅうでんき かぶしきがいしゃ）は、1920年代に存在した日本の電力会社である。北陸電力送配電管内にかつて存在した事業者の一つ。
本社は石川県七尾市（旧・鹿島郡端村）。1921年（大正10年）に設立され、翌年にかけて能登半島北部にあった5つの電気事業者を統合した。本項ではこの前身5事業についても記述する。会社の営業期間は7年間で、1928年（昭和4年）に富山県高岡市の高岡電灯へと吸収された。

## 歴史

### 前身会社時代
1910年（明治43年）12月、能登半島最初の電気事業者として鹿島郡七尾町（現・七尾市）にて七尾電気（後の能登電気、能州電気とは無関係）が開業した。次いで半島北部の鳳至郡輪島町（現・輪島市）においても1912年（明治45年）3月、輪島電気が開業する。
後の能州電気に関係するところでは、鹿島郡中島村の人物を代表者として、1911年（明治44年）11月15日端村の和倉に和倉電気が、翌1912年2月2日中島村に中島電灯がそれぞれ設立された。そして1912年（大正元年）9月23日中島電灯、同年10月30日和倉電気の順で開業に至る。供給区域は、中島電灯は中島村と隣の熊木村の一部、和倉電気は端村字和倉のみ、といずれも小規模事業であった。また電源は、ガス発生装置（燃料を不完全燃焼させて燃料ガスを発生させる）と燃料ガスを吸入して作動するガス機関を組み合わせた吸入式ガス発動機を利用し、小型の直流発電機を動かすという仕組みの、小規模な火力発電所をそれぞれ構えていた。
続いて1914年（大正3年）7月26日、小松電気能登支社が同種の吸入式ガス機関と三相交流発電機を組み合わせた火力発電所を電源として開業した。支社所在地は半島先端部の珠洲郡木郎村（現・鳳珠郡能登町）。小松電気は社名の通り小松市の電力会社であるが、小松以外にも複数支社を構えて事業を行っていた。供給区域は鳳至郡宇出津町から木郎村を経て蛸島村（現・珠洲市）に至る範囲の海岸線沿い計9町村である。
1915年（大正4年）12月30日、鳳至郡穴水町に穴水水力電気が設立され、1917年（大正6年）9月4日に能登半島で初めての水力発電事業者として開業した。地元菓子店の女婿であった名古屋の電気技術者が設計にあたって山王川に出力31キロワットという小発電所が建設されたが、水路建設の経験不足のため設計通りの出力が出ず、火力発電設備で補わざるを得なかったという。また羽咋郡富来村（現・志賀町）では、近隣の電気事業に刺激され乗合自動車を営業していた礒又三郎らにより1917年2月26日富来電気が設立された。同社は7月5日、吸入式ガス発動機による火力発電所を電源として開業した。この2社の供給区域は、穴水水力電気が穴水町と中居村・南北村、富来電気が富来町と周辺10村であった。

### 能州電気設立後
1920年代に入ると能登半島でも事業統合が進展し、まず1920年（大正9年）、七尾電気・輪島電気とさらに2つの電気事業者が合同して能登電気（七尾町）が発足する。続いて富来電気・和倉電気・中島電灯・穴水水力電気の4社の関係者によって、翌1921年（大正10年）7月3日、能州電気株式会社が設立された。資本金は200万円で、富来電気社長の礒又三郎が社長を務める。新会社能州電気はまず小松電気能登支社より事業を引き継いだ。事業引き渡しは設立2か月前の5月6日付で完了している。次いで1921年11月2日付で富来電気・中島電灯・和倉電気・穴水水力電気の4社事業譲受けを逓信省から認可され、12月15日富来電気、22日中島電灯、翌1922年（大正11年）1月8日和倉電気、2月10日穴水水力電気の順に事業譲受けを完了した。
能州電気では金沢から穴水まで送電線を伸ばした金沢市営電気から受電するようになり、1923年（大正12年）までに全発電所を廃止した。受電は中島村と穴水町の2地点にて、合計400キロワット（1926年5月末時点）。穴水から先は珠洲郡飯田町（現・珠洲市）まで自社送電線が伸びた。また1928年（昭和3年）1月には離島能登島の配電工事が落成、約1300灯の電灯を島内に取り付けた。
1924年（大正13年）8月、鳳至郡町野村など同郡東部の8村を供給区域とする鳳至電気が開業した。同社の供給区域は能州電気区域に東西を挟まれる（西は能登電気区域にも接する）というものであった。発電所を持たない鳳至電気に対し、能州電気は60キロワットの電力を供給していた（1926年5月末時点）。
1926年（大正15年）12月、七尾の能登電気が富山市の富山電気（後の日本海電気）へと合併された。これに対し能州電気は、1年半後の1928年5月31日付で高岡市の高岡電灯に合併された。合併に際し、能州電気の業績が高岡電灯に比して劣ることから、株主利益を無視するとして高岡電灯の株主から反対意見が出、1927年12月1日合併予定であったのが半年遅れたという。合併直前、同年3月末時点における能州電気の供給実績は電灯取付2万7018灯、電力供給415馬力であった。翌1929年（昭和4年）10月には羽咋郡にも供給する石動電気も高岡電灯に合併されており、その結果、能登4郡はほとんどが日本海電気か高岡電灯という富山県側の電力会社の供給区域となり、その上両社の供給区域が交錯する地域となった。なお鳳至電気も遅れて1938年（昭和13年）10月高岡電灯へ統合されている。

## 供給区域
1926年（昭和元年）12月末時点における能州電気の供給区域は以下の通り。全域石川県内である。
| 羽咋郡 （8町村）  | 富来町・福浦村・稗造村・東増穂村・西増穂村・西海村・西浦村（現・志賀町）、 釶打村（現・七尾市） |
| 鹿島郡 （9村）    | 端村・笠師保村・豊川村・熊木村・中島村・西岸村・西島村・中乃島村・東島村（現・七尾市）          |
| 鳳至郡 （5町村）  | 剱地村（現・輪島市）、 穴水町、中居村・南北村（現・穴水町）、 宇出津町（現・能登町）            |
| 珠洲郡 （11町村） | 郡内全町村（現・能登町・珠洲市）                                                                |

## 発電所一覧
能州電気と前身事業者に関連する発電所は以下の通り。
| 発電所名 | 種別   | 出力 (kW) | 所在地                                   | 運転開始   | 廃止   | 前所有者         |
| -------- | ------ | --------- | ---------------------------------------- | ---------- | ------ | ---------------- |
| 中島     | ガス力 | 9         | 鹿島郡中島村（現・七尾市中島町中島）     | 1912年9月  | 1923年 | 中島電灯         |
| 和倉     | ガス力 | 16.5      | 鹿島郡端村和倉（現・七尾市和倉町）       | 1912年10月 | 1918年 | 和倉電気         |
| 松波中央 | ガス力 | 60 →75    | 珠洲郡木郎村松波（現・能登町松波）       | 1914年7月  | 1923年 | 小松電気能登支社 |
| 富来     | ガス力 | 20        | 羽咋郡富来村地頭（現・志賀町富来地頭町） | 1917年7月  | 1921年 | 富来電気         |
| 穴水     | 水力   | 31        | 鳳至郡穴水町宇留地                       | 1917年9月  | 1923年 | 穴水水力電気     |